# Écran de cheminée
Pour les articles homonymes, voir Pare-feu.

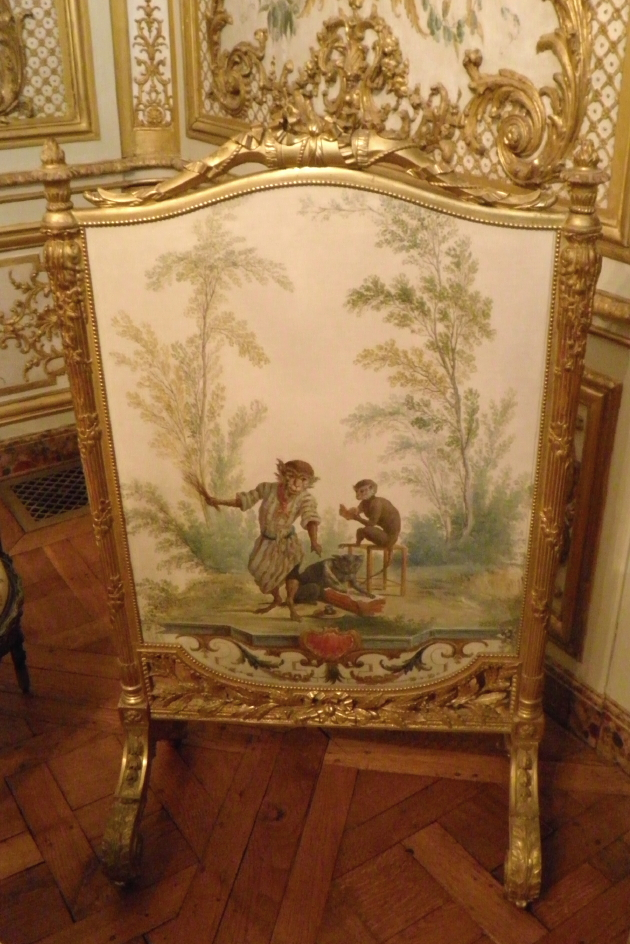
Écran de cheminée sur pieds.

Un écran de cheminée est un objet ou un meuble servant à protéger de l’ardeur des flammes d’une cheminée et plus généralement à réduire les risques d’un brasier dans une pièce : chaleur excessive, projection d'étincelles sur les vêtements et matériaux inflammables, chutes d'enfants, etc. Accessoirement, une fois le feu éteint ou en période d'inactivité de la cheminée, l'écran peut être maintenu pour réduire d'éventuels courants d'air froid ou pour son seul intérêt esthétique, sa place dans le décor.

## Variété des écrans
Selon l’époque, l’usage et la facture, l’écran de cheminée prend en français plusieurs dénominations :
Petit éventailÉcran individuel, aussi dénommé écran de feu, écran de visage, écran à main, tenu à la main pour se protéger le visage des ardeurs du feu.
Écran de cheminée ou écran à feuPetit meuble constitué d’un panneau d’étoffe ou de bois peint monté sur pieds et placé devant la cheminée dans le but d'améliorer le confort des personnes devant le foyer. Très en vogue jusqu’au début du XXe siècle dans les châteaux, les demeures bourgeoises et les hôtels particuliers, où toutes les salles étaient munies d’une cheminée, seul moyen de chauffage. Ce paravent, de construction légère, pouvait être déplacé facilement et éloigné du feu pour limiter les projections d’étincelles.
Pare-étincelles ou pare-feuCet écran, généralement constitué d’un ou plusieurs panneaux de grillage fin, tenu par un encadrement métallique en acier ou en bronze, est placé près du brasier pour arrêter les étincelles dangereuses, tout en laissant passer la chaleur. Des pare-étincelles grillagés conçus en forme de coupole pour englober le brasier, permettent de le laisser sans surveillance.
De conception plus récente, des écrans de verre trempé, translucide ou fumé, sont plus discrets et permettent de voir le feu.

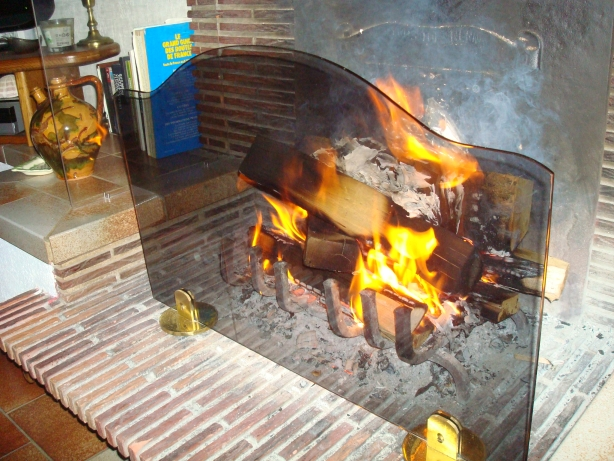
Écran de verre.
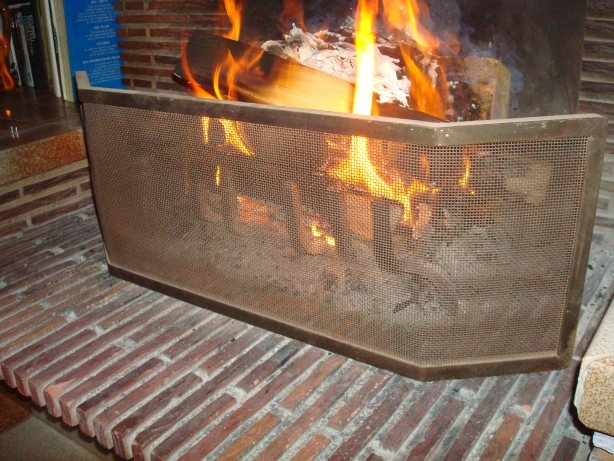
Pare-feu métallique.